# Mariental (kommunfritt område)
Mariental är ett obebott kommunfritt område i Landkreis Helmstedt i förbundslandet Niedersachsen i Tyskland.